# الکساندر باوم یوهان
الکساندر باوم یوهان (انگلیسی: Alexander Baumjohann؛ زادهٔ ۲۳ ژانویهٔ ۱۹۸۷) بازیکن فوتبال اهل آلمان است.
از باشگاه‌هایی که در آن بازی کرده‌است می‌توان به باشگاه فوتبال بایرن مونیخ، باشگاه فوتبال بروسیا مونشن‌گلادباخ، باشگاه فوتبال کوریتیبا، باشگاه فوتبال هرتابرلین، باشگاه فوتبال کایزرسلاوترن، باشگاه ورزشی ویتوریا، باشگاه فوتبال وسترن سیدنی واندررز، باشگاه فوتبال شالکه ۰۴، باشگاه فوتبال سیدنی، و باشگاه فوتبال بایرن مونیخ ۲ اشاره کرد.
وی همچنین در تیم ملی فوتبال زیر ۲۱ سال آلمان بازی کرده‌است.